# グーテンベルク聖書

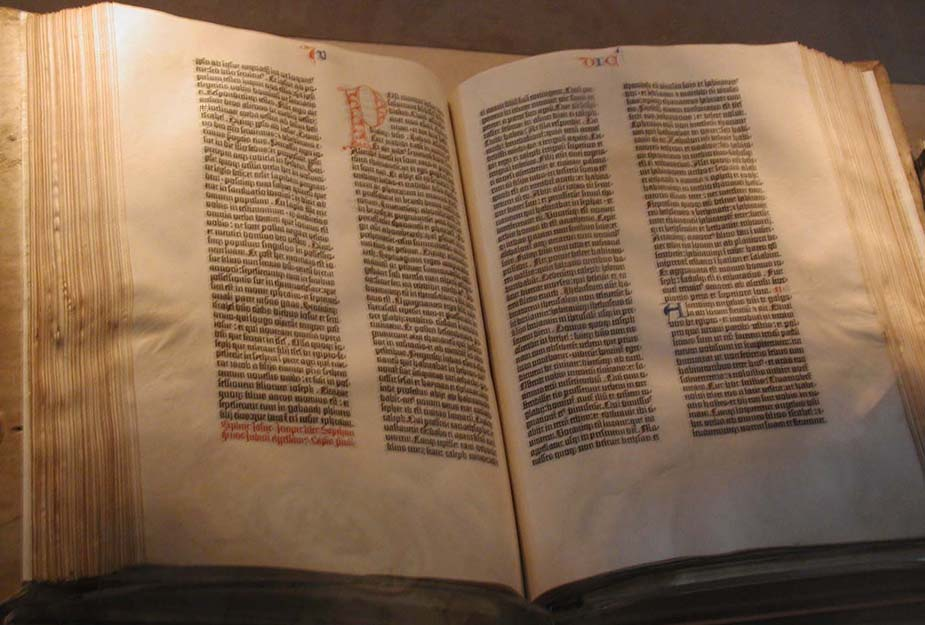
アメリカ合衆国議会図書館収蔵のグーテンベルク聖書

グーテンベルク聖書（グーテンベルクせいしょ）は、15世紀にドイツのヨハネス・グーテンベルクが活版印刷技術を用いて印刷した西洋初の印刷聖書。グーテンベルク聖書は当時もっとも広く流通していたラテン語聖書「ヴルガータ」をテキストとしている。
ほとんどのページが42行の行組みであることから「四十二行聖書（42-line Bible、42B）」とも呼ばれ、枢機卿ジュール・マザランのコレクションから発見された歴史的経緯から「マザラン聖書（the Mazarin Bible）」とも呼ばれる。羊皮紙に印刷されたものと紙に印刷されたものがあり、180部が印刷されたと考えられているが、現時点で存在が確認されているのは不完全なものも含めて48部である。日本では慶應義塾大学図書館が不完全本を所蔵している。この印刷に用いられた活字は「四十二行聖書」の名称から「B42」と呼ばれている。

## 経緯と詳細

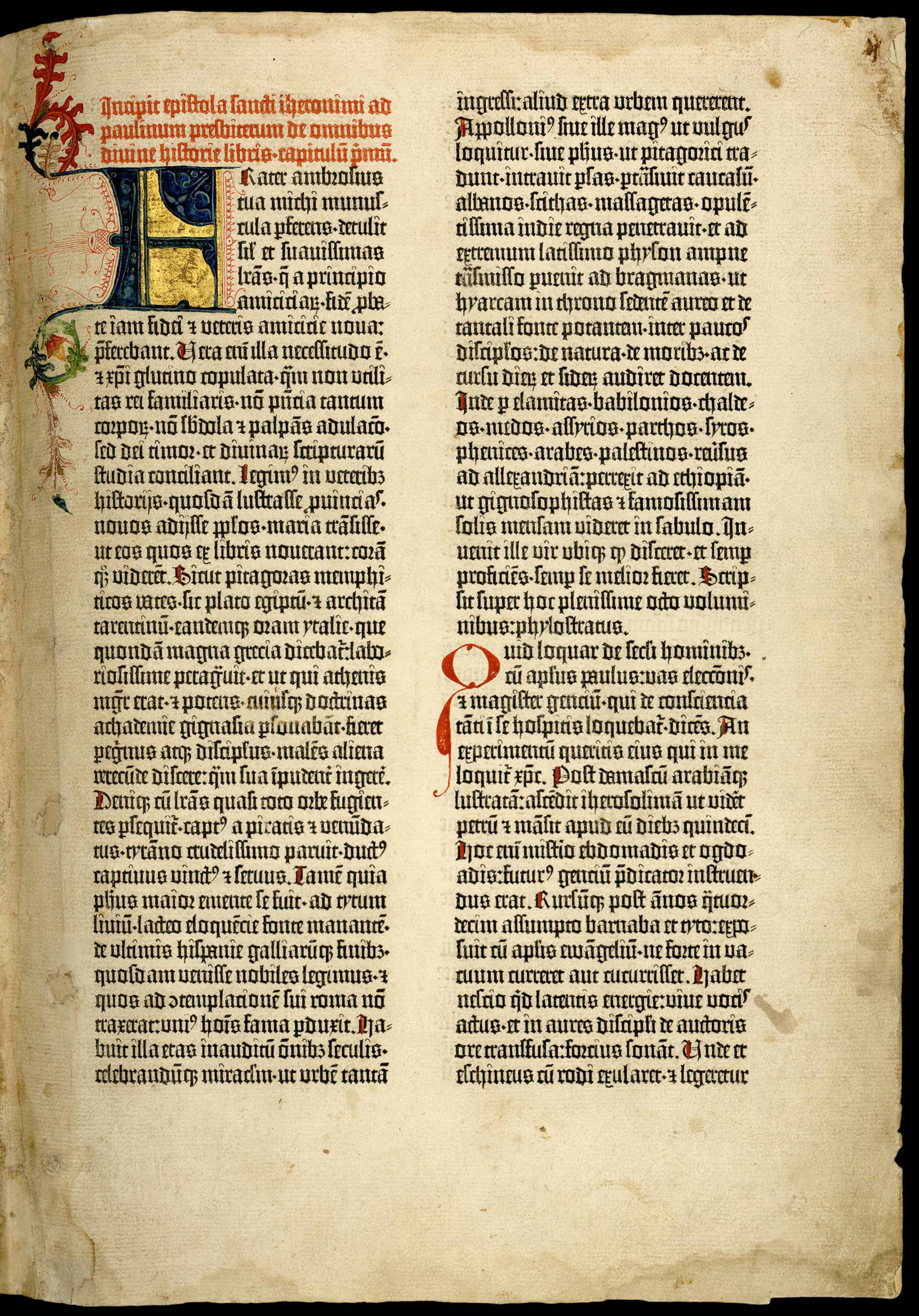
グーテンベルク聖書の1ページ目（テキサス大学所蔵）
このページは40行である。

商人の子で腕利きの金細工職人であったグーテンベルクは活版印刷の技術を実用化に成功、マインツの実業家ヨハン・フストから資金を得て聖書の印刷に取りかかった。グーテンベルクは当時もっともよく読まれていたラテン語聖書「ヴルガータ」をテキストとして選んだが、ヴルガータもさまざまな異本が存在したため、13世紀にパリ大学で校訂された「パリ本」をメインテキストとし、そのほかのテキストも適宜参照した。グーテンベルク聖書は現在流通している聖書とは異なっており、カトリック教会の歴史の中で正典からはずされた「エズラ書三」、「エズラ書四」および「マナセの祈り」を含み、各書の冒頭にはヒエロニムスの言葉が付されている。巻頭にはヒエロニムスがノラのパウリヌスにあてた手紙がおさめられているが、これは中世の聖書の伝統であった。グーテンベルク聖書は一見カラーに見えるが、本文そのものは黒色で単色印刷され、あとから飾り文字と飾り罫が手で書き加えられている。
グーテンベルク聖書の印刷は、1455年2月23日に開始された。初め羊皮紙に45部印刷されたといわれる。羊皮紙版のうち、現存するものは完全なものが4部と不完全なものが8部の合計12部である。次に紙に135部印刷されたと考えられているが、紙版は完全なものが17部、不完全なものが19部現存している。
グーテンベルク聖書は長らく忘れ去られていたが、1763年にフランスのフランソワ・ギヨーム・ド・ビュール（Francois Guillaume de Bure）がマザラン枢機卿のコレクションから「四十二行聖書」を発見。その重大な価値に気づいたことで、その存在が広く注目された。このことから「マザラン聖書」と呼ばれることもある。

## 三十六行聖書
行数から「三十六行聖書」と呼ばれる聖書もかつてグーテンベルクの手によって印刷された、あるいは「四十二行聖書」より早く印刷されたと考えられたこともあったが、現代の研究者たちはグーテンベルクから「DK」（ドナトゥス･カトリコンの意味）と呼ばれる活字セットを譲り受けたアルベルト・プフィスター（Albert Pfister）が1460年ごろ印刷を行ったものと考えている。
「三十六行聖書」が「四十二行聖書」より後のものであるということを初めて示したのは19世紀の研究者カール・ディアッコ（Karl Dziatzco）である。「三十六行聖書」はわずか15部しか現存していない。

## グーテンベルク聖書の所在地
2006年時点でオリジナルのグーテンベルク聖書は、世界で48部（完本、不完全本の合計）が確認されている。もっとも多く存在する国はドイツとアメリカ合衆国であり、それぞれ12部である。また、ニューヨークに4部、ロンドンには3部と断片集（バッグフォード断片）日本には3部、パリ、モスクワ、バチカン、マインツ（グーテンベルク博物館）には2部ずつ存在する。
慶應義塾大学によると、本の形で現存するものは、羊皮紙に印刷されたものとして完本4部・不完全本8部、紙に印刷されたものとして完本17部・不完全本19部で、合計48部である。
不完全本（断片集、1ページのみなど）の所蔵であっても貴重である。日本国内では慶應義塾大学図書館、東北学院大学シュネーダー記念中央図書館、関西学院大学が不完全本を所蔵している。慶應義塾大学では主要なファクシミリ（写真複製版）も所蔵している。
| 国名（収蔵数）       | 所在地                                      | 詳細         |
| -------------------- | ------------------------------------------- | ------------ |
| アメリカ合衆国（12） | アメリカ議会図書館                          | 羊皮紙       |
| アメリカ合衆国（12） | ニューヨーク公共図書館                      | 紙           |
| アメリカ合衆国（12） | モルガン・ライブラリー                      | 羊皮紙、紙×2 |
| アメリカ合衆国（12） | イェール大学図書館                          | 紙           |
| アメリカ合衆国（12） | ハーバード大学図書館                        | 紙           |
| アメリカ合衆国（12） | プリンストン大学図書館                      | 紙           |
| アメリカ合衆国（12） | インディアナ大学図書館                      | 紙           |
| アメリカ合衆国（12） | テキサス大学図書館                          | 紙           |
| アメリカ合衆国（12） | ヘンリー・ハンティントン図書館              | 羊皮紙       |
| アメリカ合衆国（12） | ビル・ゲイツ個人収蔵                        | 紙           |
| イギリス(8)          | 大英図書館                                  | 羊皮紙、紙   |
| イギリス(8)          | ランベス・パレス図書館                      | 羊皮紙       |
| イギリス(8)          | イートン・カレッジ図書館                    | 紙           |
| イギリス(8)          | オックスフォード大学図書館                  | 紙           |
| イギリス(8)          | マンチェスター大学 ジョン・ライランズ図書館 | 紙           |
| イギリス(8)          | ケンブリッジ大学図書館                      | 紙           |
| イギリス(8)          | スコットランド国立図書館                    | 紙           |
| オーストリア(1)      | オーストリア国立図書館                      | 紙           |
| スイス(1)            | ポドマー図書館                              | 紙           |
| スペイン(2)          | ブルゴス州立図書館                          | 紙           |
| スペイン(2)          | セビリャ・イエズス会大学図書館              | 紙           |
| デンマーク(1)        | コペンハーゲン王室図書館                    | 紙           |
| ドイツ(12)           | グーテンベルク博物館                        | 紙×2         |
| ドイツ(12)           | フルダ州立図書館                            | 羊皮紙       |
| ドイツ(12)           | ライプツィヒ歴史本の歴史博物館              | 羊皮紙       |
| ドイツ(12)           | ゲッティンゲン大学図書館                    | 羊皮紙       |
| ドイツ(12)           | ベルリン国立プロイセン財団図書館            | 羊皮紙       |
| ドイツ(12)           | ミュンヘン・バイエルン州立図書館            | 紙           |
| ドイツ(12)           | フランクフルト市立図書館                    | 紙           |
| ドイツ(12)           | アッシャフェンブルク宮廷図書館              | 紙           |
| ドイツ(12)           | ヴルテンブルク州立図書館                    | 紙           |
| ドイツ(12)           | トリーア市立図書館                          | 紙           |
| ドイツ(12)           | カッセル・ムアハルト図書館                  | 紙           |
| 日本(3)              | 慶應義塾大学図書館                          | 紙           |
| 日本(3)              | 東北学院大学シュネーダー記念中央図書館      |              |
| 日本(3)              | 関西学院大学図書館                          |              |
| バチカン(2)          | バチカン図書館                              | 羊皮紙、紙   |
| フランス（3）        | パリ国立図書館                              | 羊皮紙       |
| フランス（3）        | マザラン図書館                              | 紙           |
| フランス（3）        | サントメール市立図書館                      | 紙           |
| ベルギー(1)          | モン大学図書館                              | 紙           |
| ポーランド(1)        | ペルプリン神学校図書館                      | 紙           |
| ポルトガル(1)        | ポルトガル国立図書館                        | 紙           |
| ロシア(2)            | ロシア国立図書館                            | 紙           |
| ロシア(2)            | モスクワ大学図書館                          | 羊皮紙       |